# Haste mal ’ne Mark – Best of Stoppok
Haste mal ’ne Mark – Best of Stoppok ist das erste Best-of-Album des deutschen Sängers Stefan Stoppok und erschien 1996 bei chlodwig Musik.

## Titelliste
1. Dumpfbacke - 3:45
2. Ärger - 3:58
3. Wie tief kann man sehen - 4:52
4. Aus dem Beton - 4:35
5. Du brauchst Personal - 3:18
6. Wenn du weggehst - 4:16
7. Zwischen Twentours & Seniorenpass - 3:45
8. …und retour - 3:22
9. Romeo und Julia - 3:55
10. Der Andere - 3:58
11. Denk da lieber nochmal drüber nach - 3:30
12. Land in Sicht - 3:46
13. Wetterprophet - 3:58
14. High O Pie - 3:47
15. Tage wie dieser - 4:05
16. Wer mir fehlte - 3:06
17. Schwafel nicht - 4:50
18. Der Kühlschrank - 3:30